# Ugo Zottin
Ugo Zottin (Acerra, 20 marzo 1950) è un generale italiano, ex Vice Comandante Generale dell'Arma dei Carabinieri.

## Biografia
Ugo Zottin è nato ad Acerra, in provincia di Napoli, anche se il cognome tradisce origini venete, precisamente di Treviso; ha frequentato l'Accademia militare di Modena  nel 1969, poi la Scuola Ufficiali Carabinieri a Roma ed infine la Scuola di Guerra a Civitavecchia. È sposato con Fiamma ed ha 2 figli.

## Carriera
Allievo dell'Accademia Militare di Modena, viene nominato sottotenente nel 1971. È laureato in giurisprudenza e Scienze della Sicurezza Interna ed Esterna, nonché ha conseguito il "Master Universitario di Secondo Livello in Studi Storico - Artistici e di Tutela e Valorizzazione del Patrimonio Culturale e dell'Ambiente".
Dal 1973 al 1977 è comandante di plotone e compagnia Carabinieri.
In seguito ha ricoperto il ruolo di Comandante Sezione Corsi, presso la Scuola Ufficiali Carabinieri fino al 1981.
Ha retto inoltre la Compagnia Carabinieri di Terracina fino all'anno 1986. Successivamente fino al 1988 il Nucleo Carabinieri presso il Dipartimento Marittimo Alto Tirreno della Spezia. Poi fino al 1993 il Comando Provinciale di Venezia.
Nell'ambito dello Stato Maggiore del Comando Generale dell'Arma ha ricoperto vari incarichi (Capo Ufficio Personale Ufficiali, Capo V Reparto). È stato Comandante della Scuola Allievi Carabinieri di Roma fino al 1999, in seguito Vice Comandante della Regione Carabinieri "Calabria", poi Capo di Stato Maggiore della Divisione CC di Messina.
Ha diretto il Centro Operativo D.I.A. di Roma. È stato alla guida fino al 2006 del Comando Carabinieri per la Tutela del Patrimonio Culturale, promosso generale di brigata. Dal 2007 al settembre 2008 è stato Comandante della Regione Carabinieri "Toscana", con il grado di generale di divisione, poi comandante della Scuola Ufficiali Carabinieri.
Da settembre 2012 è Comandante Interregionale di Sicilia e Calabria "Culqualber" dei carabinieri, con il grado di generale di corpo d'armata.
Da dicembre 2013 è divenuto Comandante delle scuole dell'Arma dei carabinieri, sostituendo il Generale di divisione Umberto Pinotti, che ha preso il suo posto come Comandante Interregionale di Sicilia e Calabria "Culqualber".
Dal 24 giugno 2014 è Vice Comandante Generale dell'Arma dei Carabinieri sostituendo il parigrado generale Tullio Del Sette andato a ricoprire l'ufficio di Capo Gabinetto del Ministro della Difesa.
Alla medesima data assume anche il Comando Interregionale "Podgora" di Toscana, Lazio, Umbria, Marche e Sardegna. Il 20 marzo 2015 lascia l'incarico di Vice Comandante generale dell'arma dei carabinieri per raggiunti limiti di età; gli subentra il generale di corpo d'armata Vincenzo Giuliani.